# Gene Summers

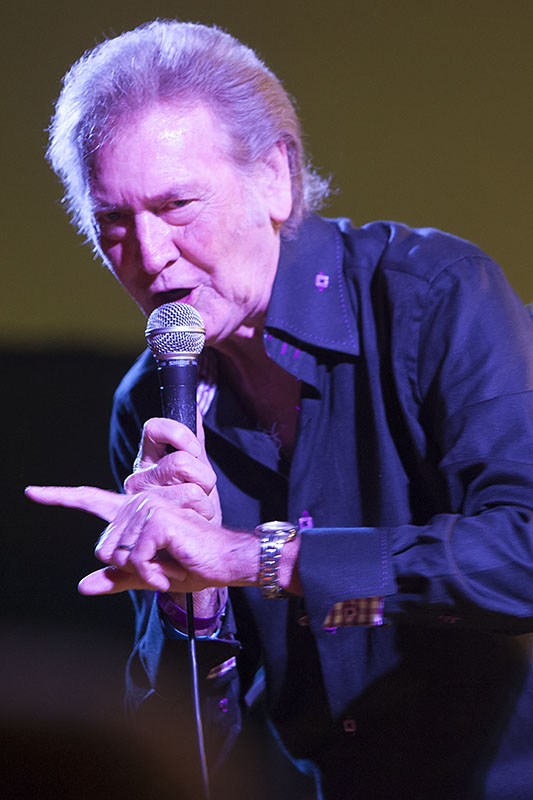
Gene Summers, 2013

David Eugene „Gene“ Summers (* 3. Januar 1939 in Dallas, Texas; † 17. Februar 2021 ebenda) war ein US-amerikanischer Rockabilly-Musiker.

## Leben
Summers wuchs in Dallas auf. 1957 wechselte er von der Duncanville High School an die heutige University of Texas at Arlington. Im selben Jahr gründete er mit The Rebels seine erste Band. Bei einem Auftritt in der regionalen TV-Sendung wurde Summers von dem Komponisten Jed Tarver entdeckt und bei dem neuen Plattenlabel Jan Records unter Vertrag genommen.
Ihre erste Platte wurde am 1. Februar 1958 unter dem Namen Gene Summers & His Rebels veröffentlicht. Summers tourte mit Chuck Berry, Bobby Darin, Fabian und The Drifters.
Auch nach dem 1965 gab Summers weiterhin Konzerte. 1997 wurde er als 29. Künstler in die Rockabilly Hall of Fame aufgenommen. 2005 wurde Summers in die Hall of Fame der Southern Legends Entertainment & Performing Arts aufgenommen.
In den 1970er Jahren betrieb Summers einen Nachtclub in Dallas und arbeitete dort mit bekannten Künstlern wie Wanda Jackson, Eddie Fontaine, Gene Vincent und Bo Diddley. Summers war ebenfalls als Ringsprecher bei Wrestling Veranstaltungen tätig. Unter dem Pseudonym Ricky Ringside komponierte und sang Summers 1976 für den Wrestler Lonnie Mayne dessen Einmarschmusik The Legend of Moondog Mayne. Ab 1980 gab Summers im Rahmen des Rockabilly-Revival seine ersten Konzerte in Europa. Neben Sonny Fisher und Jack Scott war Summers besonders in Frankreich und Skandinavien beliebt. 1991 erlitt Summers zwei Herzinfarkte und unterzog sich 1993 einer Herztransplantation. Summers unterhielt mit seiner Frau den Musikverlag Silicon Music.
Im Februar 2008 feierte Summers sein 50-jähriges Bühnenjubiläum mit der Veröffentlichung eines neuen Studioalbums. 2012 gab Summers dem Schweizer Journalisten Kurt Widmer für seine Dokumentarfilme Die Generation Rock'n'Roll und Für immer Rock'n'Roll: Ein Lebensgefühl ein umfangreiches Interview. Seine letzten Auftritte hatte Summers im April 2017 neben Otis Williams und Charlie Gracie beim 20. Rockabilly Weekender in Las Vegas und im Juni 2017 bei der Summer Jamboree in Italien. Gene Summers war von 1961 bis zu ihrem Tod 2017 mit der Songwriterin Deanna Summers verheiratet. Aus der Ehe gingen drei Söhne hervor. Nach einem einmonatigen Krankenhausaufenthalt aufgrund einer zu Hause erlittenen Verletzung verstarb der Sänger im Kreise zweier seiner Söhne zu Hause.

## Nachwirkungen
Obwohl Summers keine Hitparadenplatzierung erreichen konnte, gelten einige seiner Songs rückwirkend als Standards und wurden von bekannten Künstlern wie Crazy Cavan (Alabama Shake), Ernest Tubb, Jerry Lee Lewis, Merle Kilgore (Big Blue Diamonds), The Lennerockers (Rockaboogie Shake), Ronnie Dawson (Straight Skirt) oder Robert Gordon (Nervous) gecovert.

## Diskografie

### Singles
- 1958: Nervous / Gotta Lotta That
- 1958: School Of Rock 'N' Roll / Straight Skirts
- 1959: Twixteen / I'll Never Be Lonely
- 1962: Tomorrow / You Said You Love Me
- 1962: Almost 12 O'Clock / Chapel Bells Ringing
- 1962: Dance, Dance, Dance / Jukebox Memories
- 1963: Blue Diamond / You Said You Love Me
- 1964: Alabama Shake / Just Because
- 1965: My Year Book / Jack And Jill's New House
- 1966: Green Eyed Monster / The Clown
- 1966: My Picture / Hey My Baby
- 1966: Big Blue Diamonds / The Waltz You Saved For Me
- 1968: Cloudy Day / World Of Illusion
- 1968: Who Stole The Marker (From The Grave Of Bonnie Parker) / The Table On My Right
- 1971: Hot Pants / The Young Voices Of Children
- 1975: (She Was) Dressed Fit To Kill / A Man Can Cry
- 1976: The Ballad Of Moon Dog Mayne (als Ricky Ringside) / Moon Dog Walk (The Fabulous Capris)
- 1978: Goodbye Priscilla (Bye Bye Blue Baby) / World Of Illusion
- 1979: Da Ya Think I'm Sexy / The Clown

### Alben
- 1975: The Southern Cat Rocks On
- 1977: Mister Rock And Roll
- 1980: Texas Rock And Roll
- 1984: Live In Scandinavia
- 2004: Do Right Daddy
- 2008: Reminisce Cafe
- 2011: Taboo!
- 2016: Rock-A-Dallas
- 2018: Country Song Roundup